# Wurzelsteckling
Als Wurzelsteckling (auch Wurzelschnittling genannt) wird ein etwa 5 bis 10 cm langes und 1 bis 2 cm dickes Teilstück einer Wurzel bezeichnet, das als Steckling zur vegetativen Vermehrung benutzt wird. Es wird während der Vegetationsruhe geschnitten und in ein Sand-Torf-Gemisch gesteckt.
Die Wurzel treibt aus Adventivknospen einen neuen Spross. Wurzelstecklinge werden z. B. zur Vermehrung von Himbeeren genutzt.